# الفيوزين

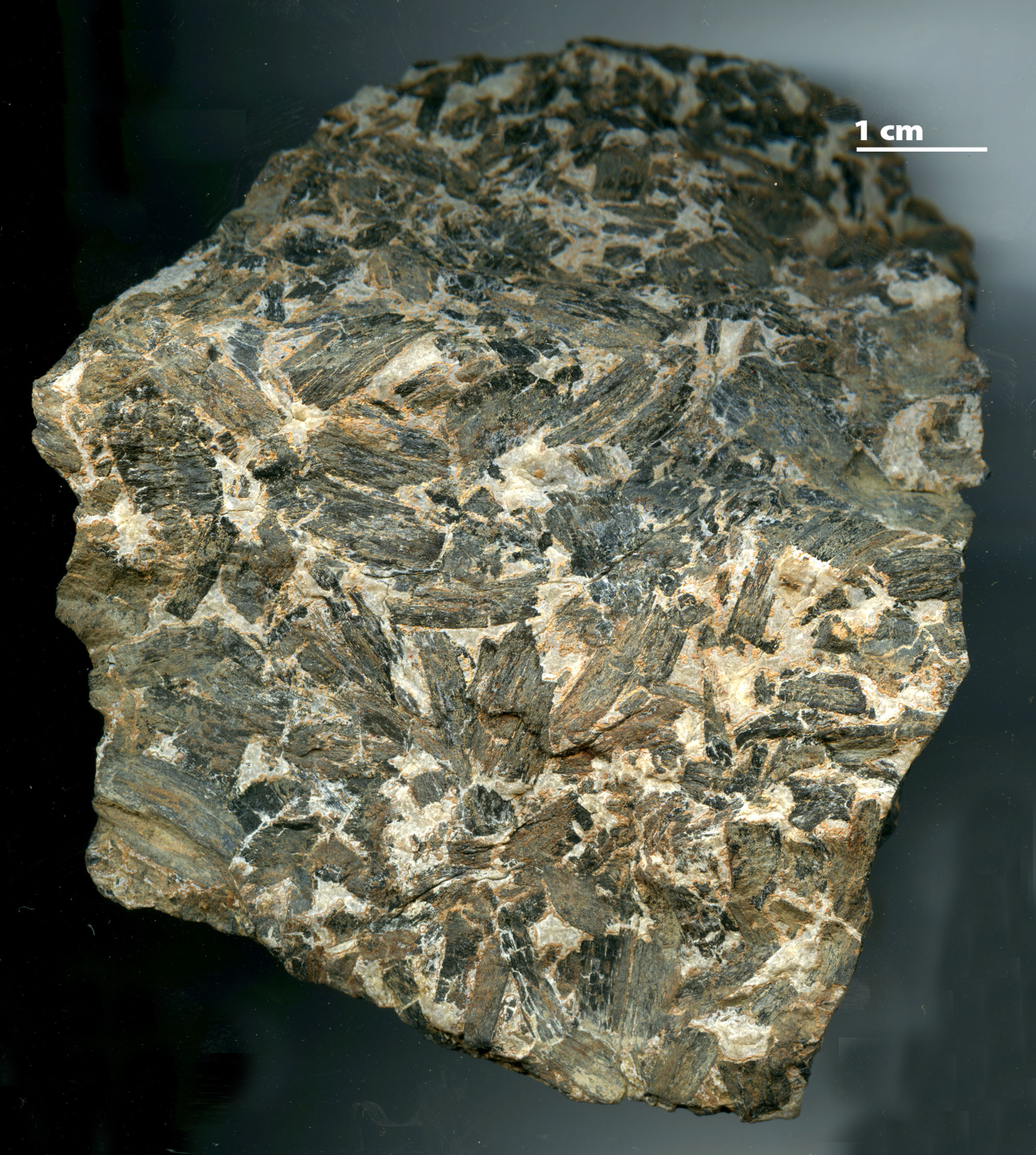

الفيوزين هو راسب فحمي متحجر تم تصنيفه - بعد جدل بين العلماء - كفحم حجري. 
يتميز بقوام ليفي أسود اللون غير شفاف وغالبًا ما يحتفظ بتفاصيل بنية الجدار الخلوي. عادة ما يتخذ الفيوزين المستخرج من الخشب شكل الكتل المكعبة، في حين يأخذ الفيوزين المستخرج من المواد النباتية الأخرى شكل الأغشية الرقيقة التي لا تُرى إلا بالمجهر حيث يتحلل الصخر المحيط بها باستخدام النقع الحامضي. أما مادته، فهي ناعمة مع وجود بعض التغضنات في الملمس.
فقد العناصر المتطايرة أثناء الاحتراق يعني أن حفريات الفيوزين أقل حجمًا في العادة من البنية الأصلية، لكن هذا العامل نفسه يجعل من غير المرجح أن تصبح مطعمًا للحيوانات (حيث لا تشتمل على أية قيمة غذائية)، مما يعزز احتمالية بقائها محفوظة.
تظهر الفيوزين خصائص مميزة للتحلل الحراري (أي "الاحتراق") في مواد حديثة: الجدران الخلوية للزايلم متجانسة وتتشقق بعد ذلك بطول وسطها.

## كتابات أخرى
- Taylor, Thomas N؛ Taylor, Edith L؛ Krings, Michael (2009). Paleobotany: The biology and evolution of fossil plants. {{استشهاد بكتاب}}: الوسيط غير المعروف |الرقم المعياري= تم تجاهله يقترح استخدام |ردمك= (مساعدة)